# بيرس نوكس
بيرس نوكس (بالإنجليزية: Pierce Knox)‏ هو موسيقي أمريكي، ولد في 1 يونيو 1921، وتوفي في 19 سبتمبر 1985.